# Rauma kommun
Rauma kommun (norska: Rauma kommune) är en kommun i landskapet Romsdal i Møre og Romsdal fylke i västra Norge. Kommunens centralort är staden Åndalsnes. 

## Administrativ historik
Rauma kommun bildades den 1 januari 1964 genom en sammanslagning av kommunerna Grytten, Hen, Eid och Voll samt större delen av Veøy kommun.

## Tätorter
I Rauma kommun finns fyra tätorter:
- Brønnsletten
- Isfjorden
- Voll
- Åndalsnes (centralort)

Orten Innfjorden har tidigare räknats som en tätort men uppfyller inte längre kriterierna.

## Socknar
Inom Norska kyrkan är Rauma kommun indelad i sex socknar:
- Eid og Holms socken
- Gryttens socken
- Hens socken
- Kors socken
- Volls socken
- Øverdalens socken

Socknarna ingår i Molde domprosteri i Møre stift.

## Bilder

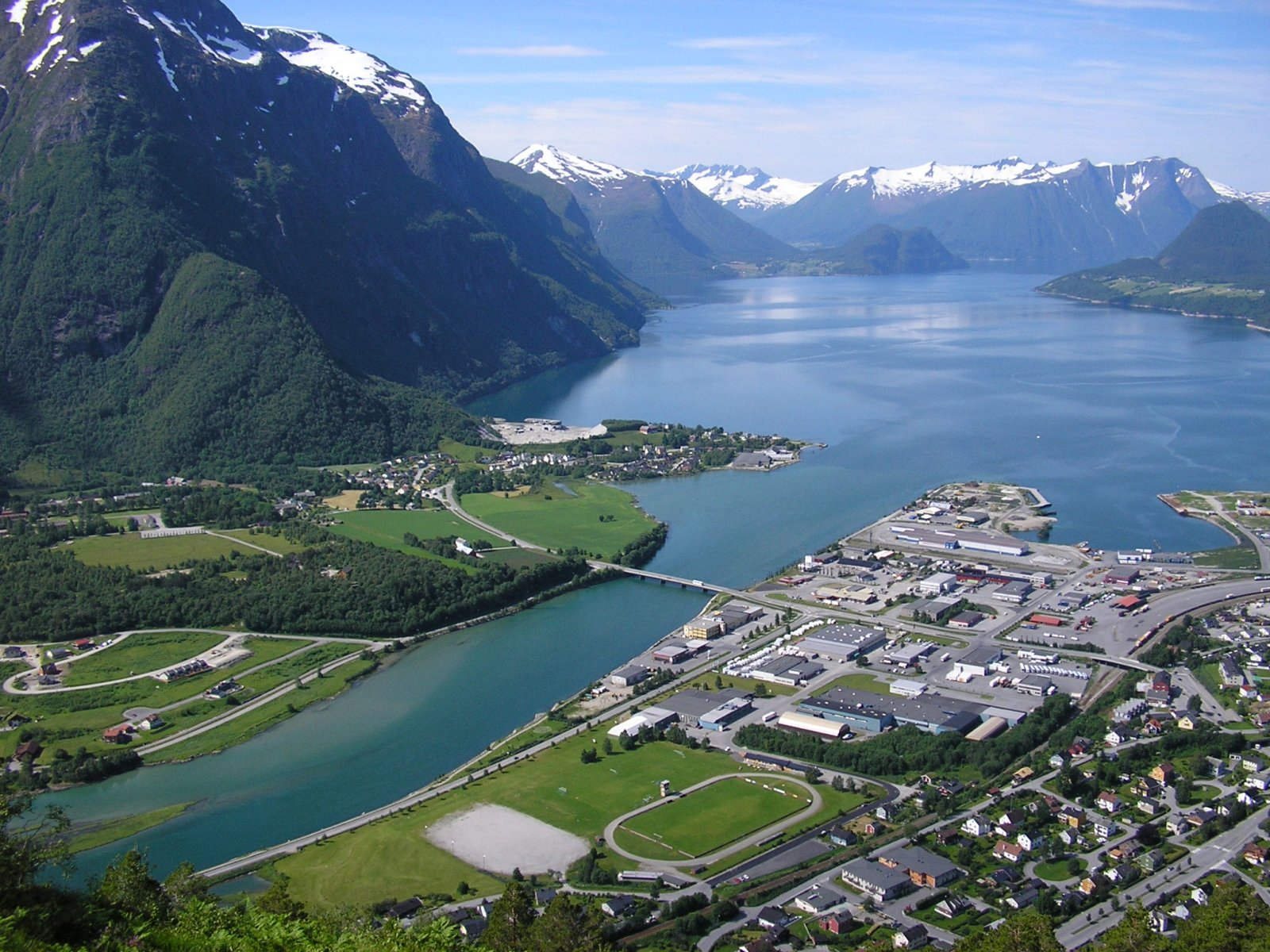
Åndalsnes och Romsdalsfjorden.
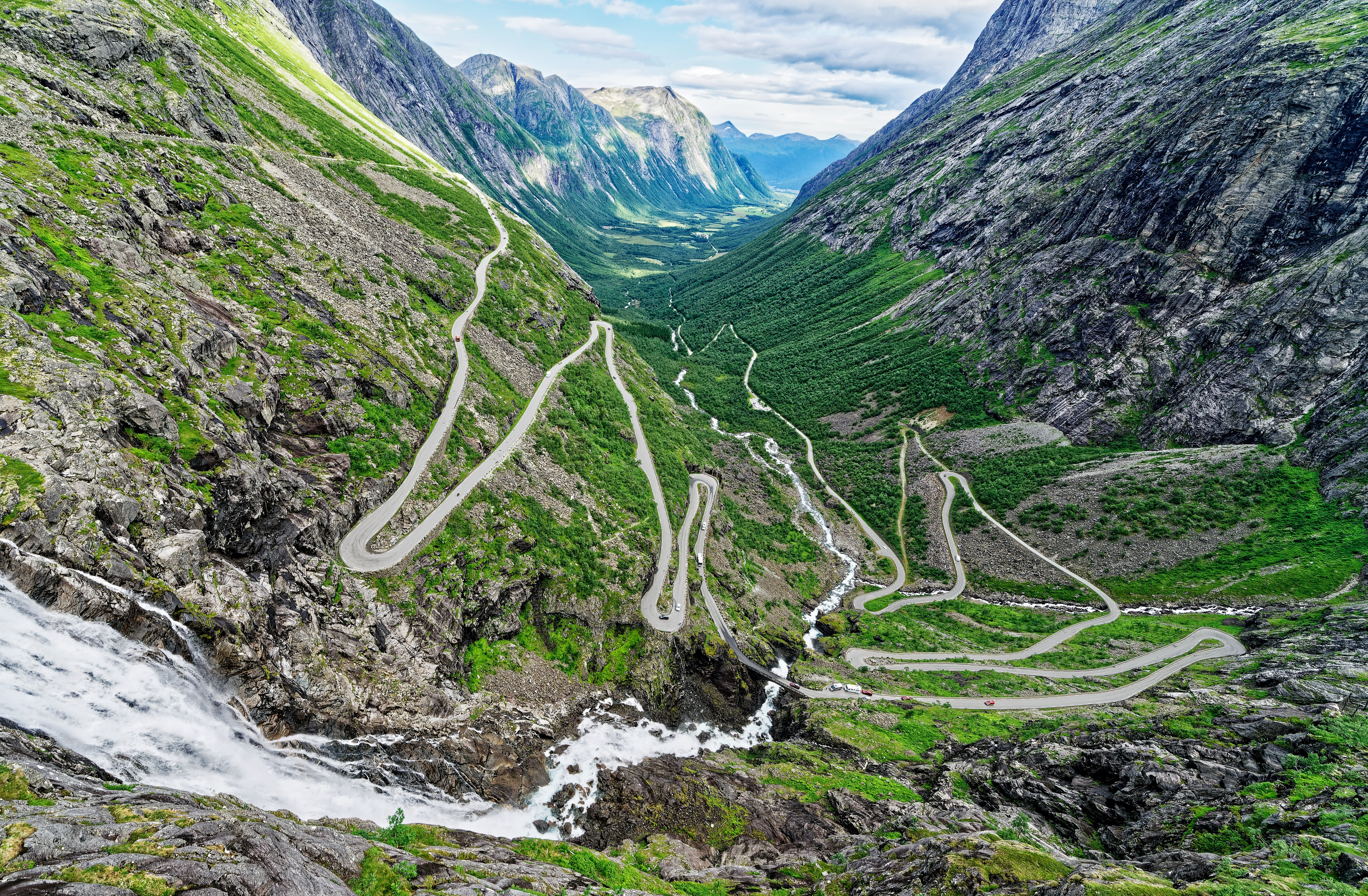
Trollstigen.
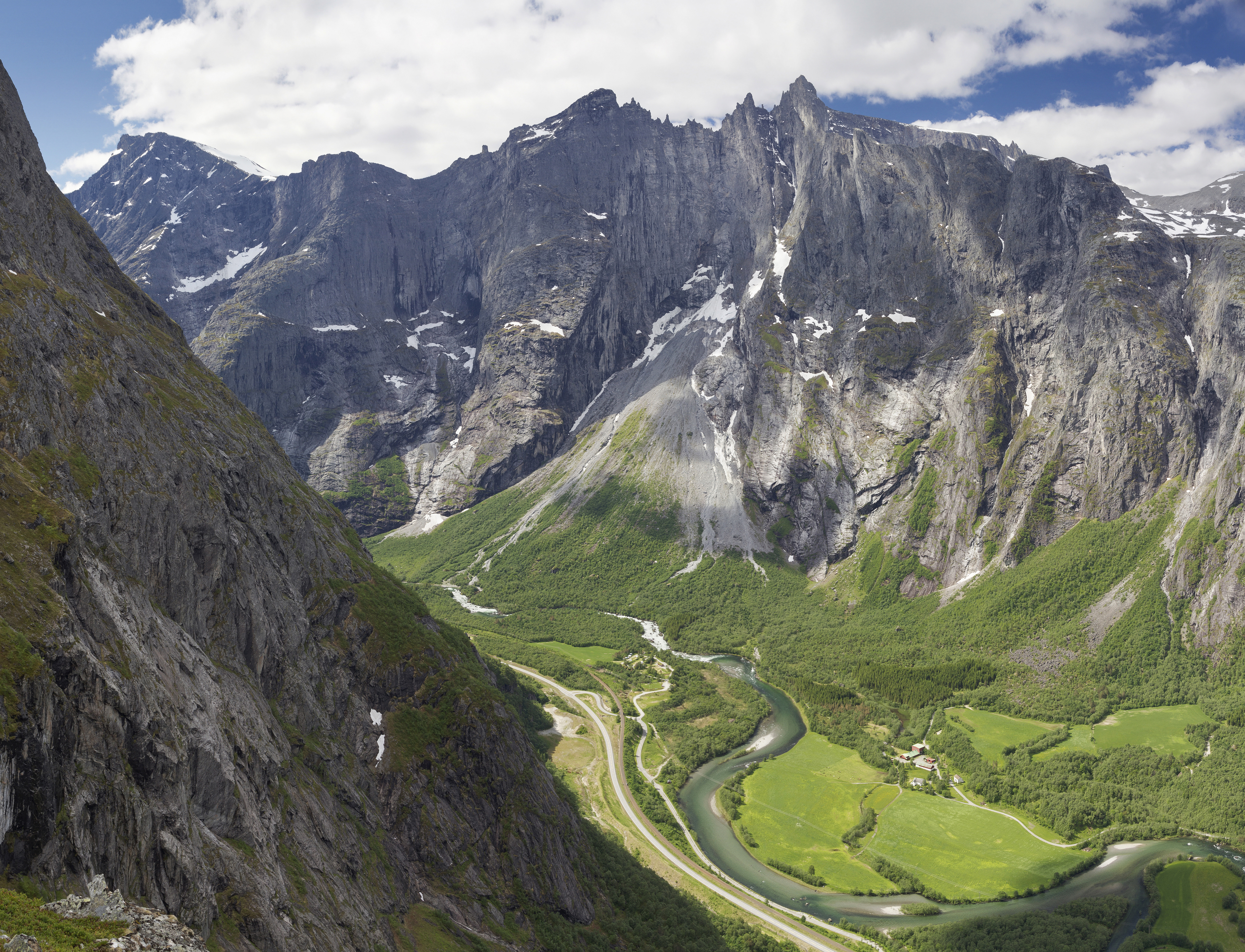
Trollväggen.
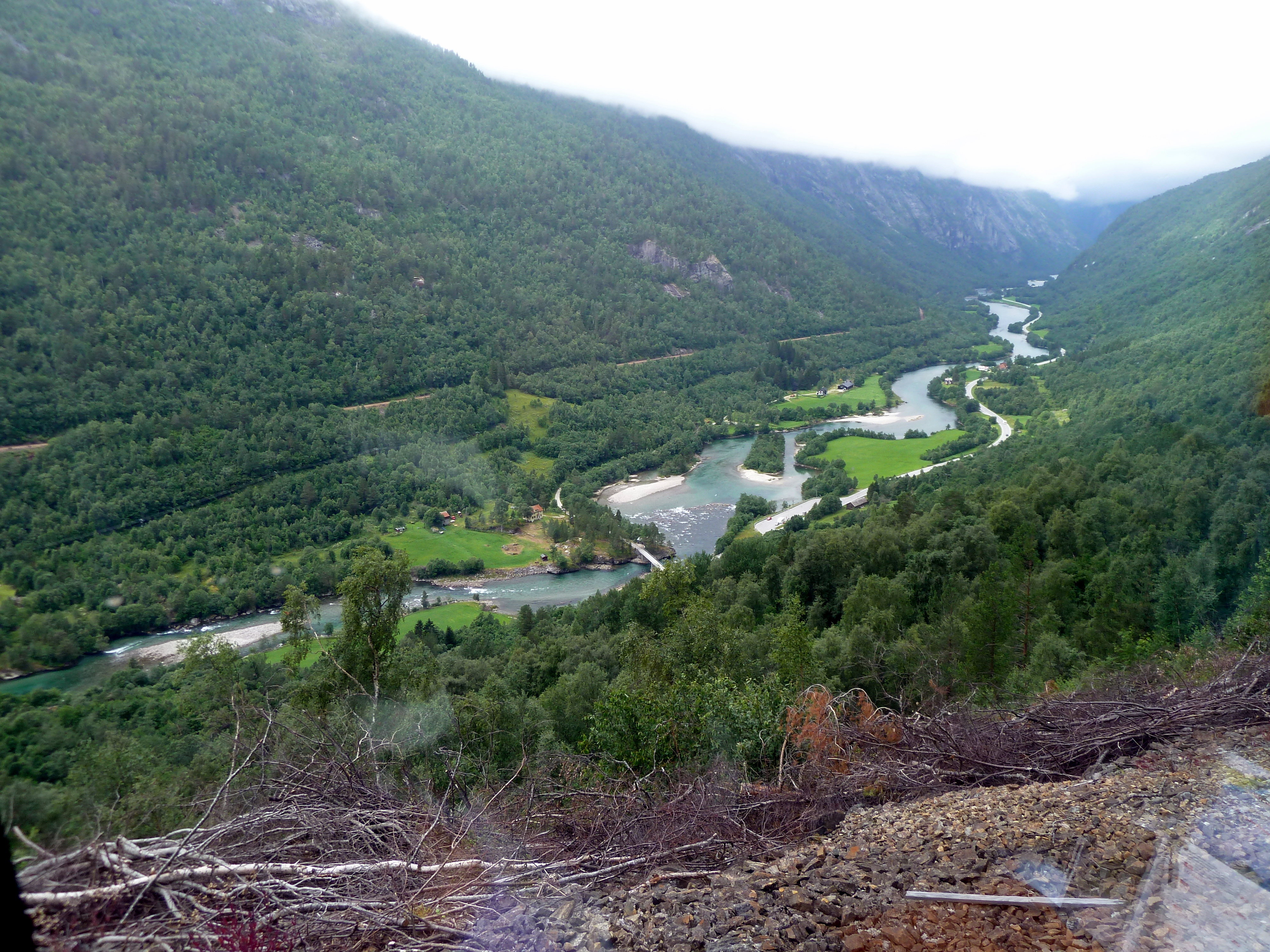
Älven Rauma i Romsdalen.